# براهیم تکی‌الله
براهیم تکی‌الله (زاده ۲۶ ژانویه ۱۹۸۲ در کلمیم) مرد مراکشی است که قبلاً رکورد بزرگترین پا را در رکورد گینس ثبت کرده بود. وی همچنین سومین فرد زنده بلندقد دنیا است.

## زندگی‌نامه
تکی‌الله در سال ۱۹۸۲ در در مراکش متولد شد. در سن ۱۸ سالگی، پزشک مدرسه از او خواسته بود تا به‌خاطر نظر اندازه غیرمعمول آزمایش خون انجام دهد. تکی‌الهع که با آکرومگالی تشخیص داده‌شد. در یک سال جهش رشد ۱ متری (۳٫۳ فوت) داشت. پس از اخذ مدرک دانشگاهی در رشته جغرافیا، یک پزشک فرانسوی در سال ۲۰۰۶ تاکی الله را برای درمان به پاریس برد.